# Ligne de Clisson à Cholet
La ligne de Clisson à Cholet est une ligne ferroviaire française qui relie Clisson, en Loire-Atlantique, à Cholet, sous-préfecture de Maine-et-Loire.
Elle constitue la ligne no 527 000 du réseau ferré national.

## Histoire

### Construction
Cette ligne a été déclarée d'utilité publique à titre d'intérêt général le 31 décembre 1875. La loi du 31 juillet 1879 a autorisé le ministère des travaux publics à en entreprendre la construction (ligne non concédée).
Elle a été ouverte le 25 juin 1882 et exploitée provisoirement par l'Administration des chemins de fer de l'État. Il existe alors 3 trains de voyageurs quotidiens de chaque sens qui seront portés à 4 le 7 avril 1884.

### Évolution de la desserte
Le 27 septembre 1970, le service omnibus sur la ligne est reporté sur la route. La seule circulation d'un train de voyageurs porte ensuite sur l'autorail express Nantes - Poitiers - Limoges, assuré par un X 2400. Son niveau de confort est peu compatible avec une liaison aussi longue. En dépit des bonnes correspondances assurées, l'autorail n'est occupé que par trente-huit voyageurs en moyenne, dont quinze seulement font le trajet de bout en bout. Le trafic marchandises étant devenu négligeable, cet unique aller-retour voyageurs supporte la quasi-totalité des frais d'infrastructure selon la comptabilité SNCF de l'époque, et accuse un déficit annuel de 5 100 000 francs. La SNCF souhaite supprimer ce service, mais préfère se concerter avec la Chambre de commerce et la municipalité de Cholet. Au bout de longues et difficiles négociations, ces instances obtiennent de la SNCF deux aller-retours et demi supplémentaires sur la ligne voisine d'Angers à Cholet, ainsi que deux aller-retours directs de Nantes à Cholet en plus de la desserte routière Clisson - Cholet. En échange, l'autorail express Nantes - Limoges est reporté sur la route entre Nantes et Poitiers, avec un allongement du temps de parcours d'une demi-heure. L'horaire est fait pour effectuer l'aller-retour Poitiers - Nantes dans la journée, alors qu'auparavant, le départ de Nantes se faisait le matin et le retour avait lieu le soir. Ces modifications prennent effet le 7 mai 1977 (sauf la fermeture Parthenay - Neuville-de-Poitou, différée par la région Poitou-Charentes jusqu'au 1er juin 1980).
La SNCF ne demande pas de financement pour le renforcement de la desserte Angers - Cholet. Par contre, pour la desserte Nantes - Cholet, elle obtient des subventions à concurrence de 50 % des déficits encourus, de la part de la DATAR (pour une période d'essai à titre d'expérimentation) et du Conseil régional des Pays de la Loire qui verse 400 000 francs pour la première année. Bien que ces subventions soient motivées par un encouragement des transports en commun, leur justification interne est le retard dans la construction d'une voie rapide entre les deux villes concernées, et le train n'est vu que comme solution provisoire. Au bout de deux ans, en 1978, la Région décide quand même de doubler la desserte par train Nantes - Cholet, qui passe ainsi à quatre aller-retours, et de supprimer la desserte parallèle par autocars SNCF. Cette desserte de quatre aller-retours n'a pas évolué depuis, mais elle est complétée à présent par une ligne d'autocars TER / Conseil régional, avec cinq aller-retours directs par jour sans passage par Clisson. Est en outre assuré un aller-retour omnibus par autocar Cholet - Clisson et retour, dans la mi-journée.
La mise en place complète du tram-train de Nantes à Clisson en juin 2015 qui assure l'exclusivité des liaisons omnibus entre ces deux gares, permet de diminuer les temps de trajet sur la liaison Nantes-Cholet depuis cette date.

### Modernisation
La voie a été rénovée du 21 octobre au 3 décembre 2010 sur 11 km en raison de son mauvais état, permettant le rétablissement de la vitesse limite de 100 km/h.
En 2012, une étude est financée par la région Pays de la loire pour définir le coût d'une rénovation plus complète que celle de fin 2010. Cette étude devait durer jusqu'en 2015 et les travaux aurait dû débuter en 2016. En 2014, la date des travaux évoquée est déjà repoussée à 2018. Lors du comité de ligne du 22 septembre 2016 à Cholet, la région annonce que les travaux de rénovation de la ligne commenceront fin 2018, dureront deux ans et coûteront 50 millions d'euros, de plus le projet s'est fait inscrire au contrat plan État-Région 2015-2020.
En janvier 2017, SNCF Réseau précise le calendrier des travaux : de juillet 2018 à avril 2019, la ligne sera entièrement fermée pour le remplacement complet des voies, le déplacement de la halte de Torfou avec la création de l'évitement, la rénovation et la mise en accessibilité des gares de Cugand et Boussay - La Bruffière ; puis d'avril 2019 à décembre 2020, les travaux de modernisation de la signalisation (installation du BAPR) seront exécutés alors que la ligne sera exploitée. En même temps, une concertation publique est lancée concernant le déplacement de la halte ferroviaire de Torfou sur le site historique de la Colonne. En effet, étant donné que la ligne est en voie unique et sans croisement, un croisement télécommandé depuis le poste d'aiguillage de Clisson sera créé à Torfou sur le site historique de la Colonne par manque de place sur le site de la halte du bourg de Torfou. Le relèvement de la vitesse jusqu’à 130 km/h sera effectif à partir du changement de service à l’été 2019. Enfin, l’augmentation de capacité de la ligne sera rendue possible en décembre 2020 à l’issue des travaux de signalisation. L'offre devrait alors passer de 4 à 10 allers-retours par jour.
Les travaux démarrent effectivement en juillet 2018 car la région des Pays de la Loire a avancé la somme dû par l'État sous forme d'avance remboursable. À cette occasion, 30 passages à niveau sont automatisés et quatre autres supprimés. Le montant total du chantier est alors estimé à 46,4 millions d'euros. La réouverture de la ligne au service des voyageurs est prévue le 13 avril 2019. Le relèvement de la vitesse, évoqué pour septembre 2019,, est effectif en 2020. La mise en service du BAPR est effective le 29 mars 2021 après 2 jours d'interruption pour sa mise en service,. À cette date, 5 allers-retours supplémentaires sont mis en service en semaine, 1,5 le samedi et 2 le dimanche,. L'ensemble de cette modernisation aura coûté 48,3 millions d'euros financés pour 73 % par la Région des Pays de la Loire, 13 % par l'État, 10 % par SNCF Réseau et 4 % par l'agglomération du Choletais.

## Infrastructure
C'est une ligne à voie unique au profil médiocre, les déclivités atteignent 15 ‰. Le rayon des courbes ne descend jamais en dessous de 580 m. La vitesse des trains est limitée à 130 km/h.
L'espacement des trains est réalisée au moyen du BAPR depuis le 29 mars 2021,,. Il remplace le régime d'exploitation de la voie unique à signalisation ordinaire assuré par le cantonnement téléphonique assisté du CAPI. Elle dispose en outre du système d'alerte radio GSM-GFU.

## Trafic

### TER
La ligne est parcourue par 9 allers-retours (depuis le 29 mars 2021) TER Pays de la Loire en semaine reliant Nantes à Cholet. En 2013, ces trains et autocars ont été fréquentés par 280 000 voyageurs contre 230 000 en 2012.

### Fret
Selon l'atlas du Réseau Ferré National de 2019, il n'y a pas de trafic fret sur la ligne.